# In der Maur

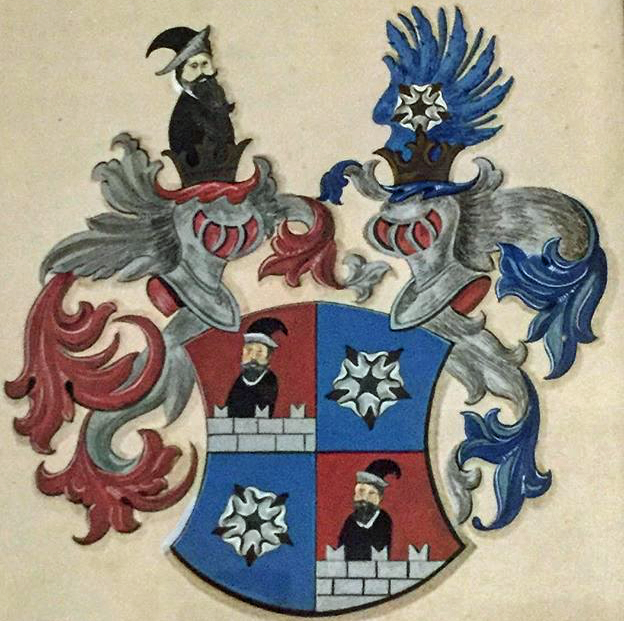
Gemehrtes Wappen der Tiroler Indermaur zu Strelburg und Freifeld

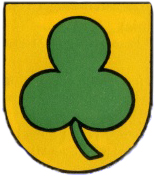
Wappen der Schweizer Indermaur von Berneck

In der Maur auf Stre(h)lburg und zu Freifeld, kurz Indermaur, ist der Name eines briefadeligen Geschlechts aus der Grafschaft Tirol, welches 1703 in den erbländisch-österreichischen Freiherrenstand erhoben wurde.

## Geschichte
Das alte Tiroler Geschlecht soll ursprünglich aus der Schweiz stammen. Als Wappen führen die Indermaur von Berneck „auf goldenem Grund ein grünes Kleeblatt“ und die Indermaur von Rheineck „in Blau ein aufgerichteter goldener Löwe“.
Bereits 1391 ist in Kurtatsch ein Johannes in Muro urkundlich bezeugt. Diesen In der Maur wurde in der Folge ein redendes Wappen verliehen. Kaiser Friedrich III. händigte am Pfingstmontag 1479 in Graz Hans In der Maur aus Kurtatsch einen Wappenbrief aus, der am 23. Oktober 1491 in Bozen durch den damaligen römisch-deutschen König Maximilian I. bestätigt wurde. Sitz war der um 1492 erbaute Ansitz Strehlburg. 1525 fungierte Hans In der Maur als Richter von Hall in Tirol. Am 1. August 1586 bestätigte in Innsbruck der Tiroler Landesfürst Erzherzog Ferdinand II. das der Familie 1479 verliehene und 1491 bestätigte Wappen. Die Brüder Kaspar und Wolfgang In der Maur und deren Vetter Hans Wolfgang In der Maur erlangten am 20. März 1592 in Innsbruck für ihre Behausung Strehlburg die Adelsfreiheit und das Prädikat „von und zu Strelburg“. Am 11. Juli 1640 erhielt Paul in der Maur von Freinfeldt zu Strelburg und seine Söhne Hans Wolfgang, Veit sowie dessen Vetter Hans Christian, Hans Kaspar und Georg Abraham in der Maur eine Wappenvermehrung. 1703 erhob Kaiser Leopold I. Johann Georg In der Maur in den erbländisch-österreichischen Freiherrenstand. Der Kreishauptmann von Vorarlberg Ignaz Anton von Indermauer wurde 1796 ermordet. Joseph Sebastian Anton Indermaur von Freifeld zu Strelburg erlangte am 19. Oktober 1813 in München die Eintragung in die Adelsmatrikel des Königreiches Bayern. Karl von In der Maur trat in die Dienste des Fürsten von Liechtenstein und war von 1882 bis 1892 Landesverweser. Nach dem österreichischen Adelsaufhebungsgesetz von 1919 verlor die Familie ihre Adelsprivilegien.

## Besitzungen

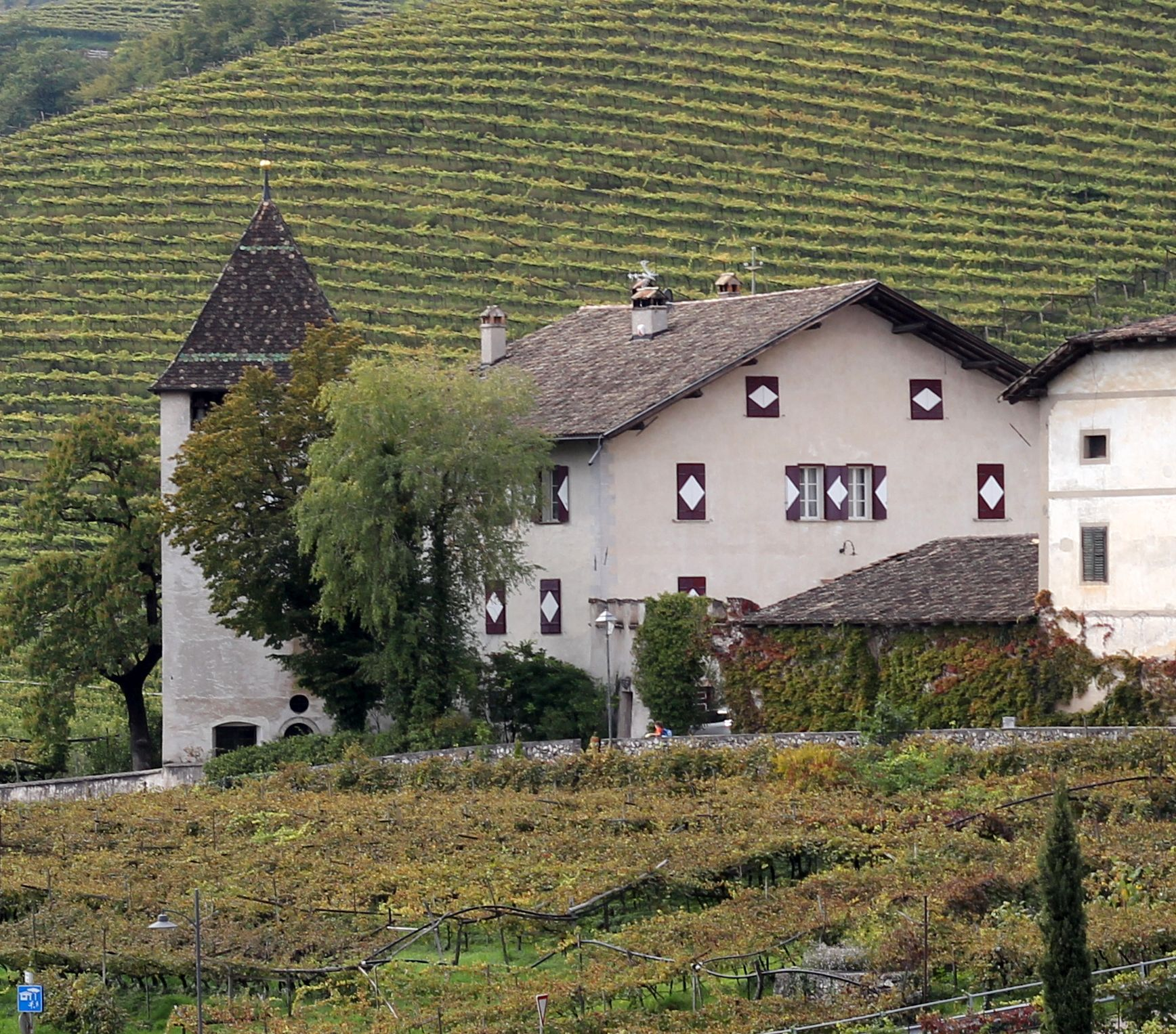
Ansitz Strehlburg (1492–?)
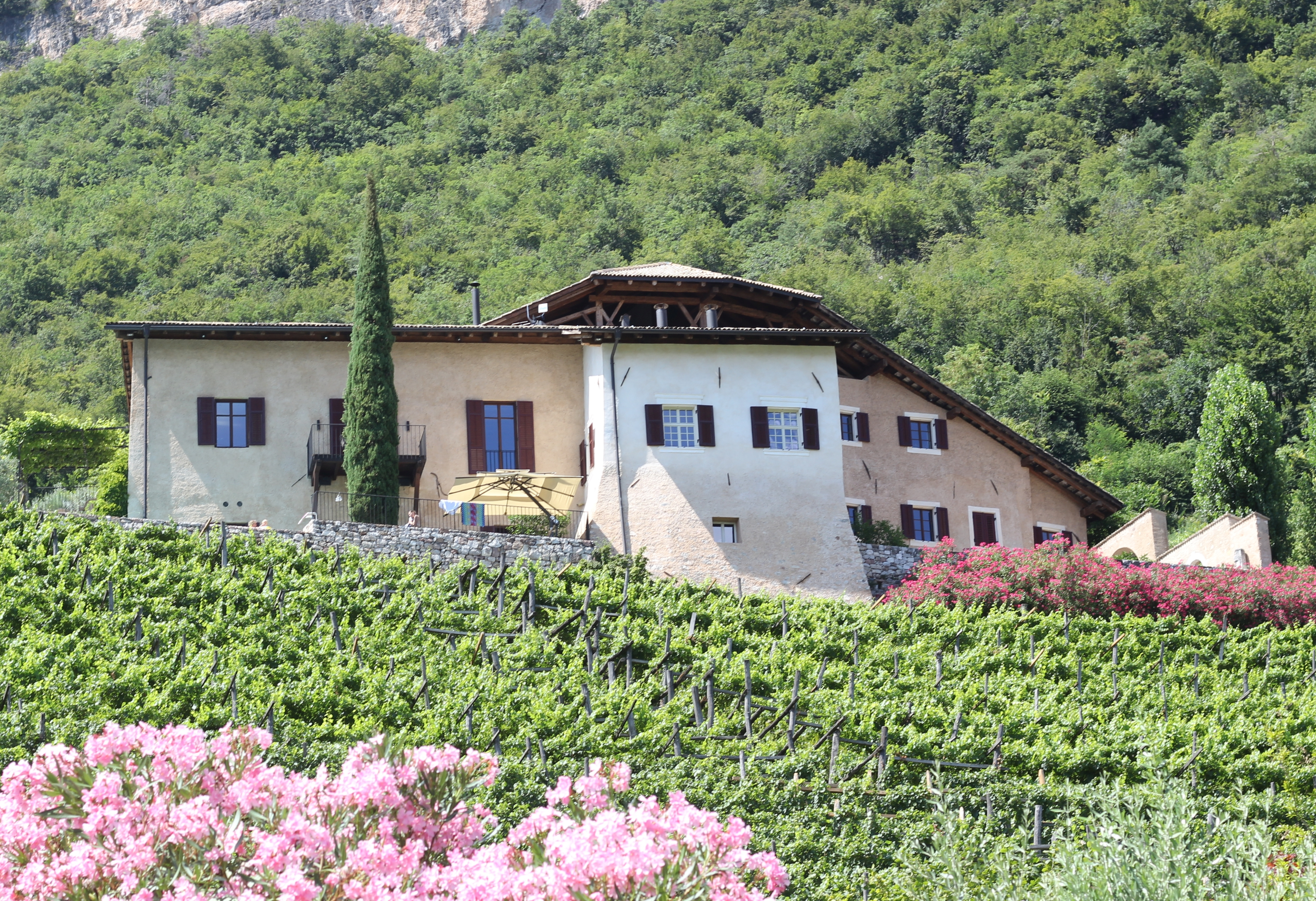
Ansitz Freienfeld (1527–1675)
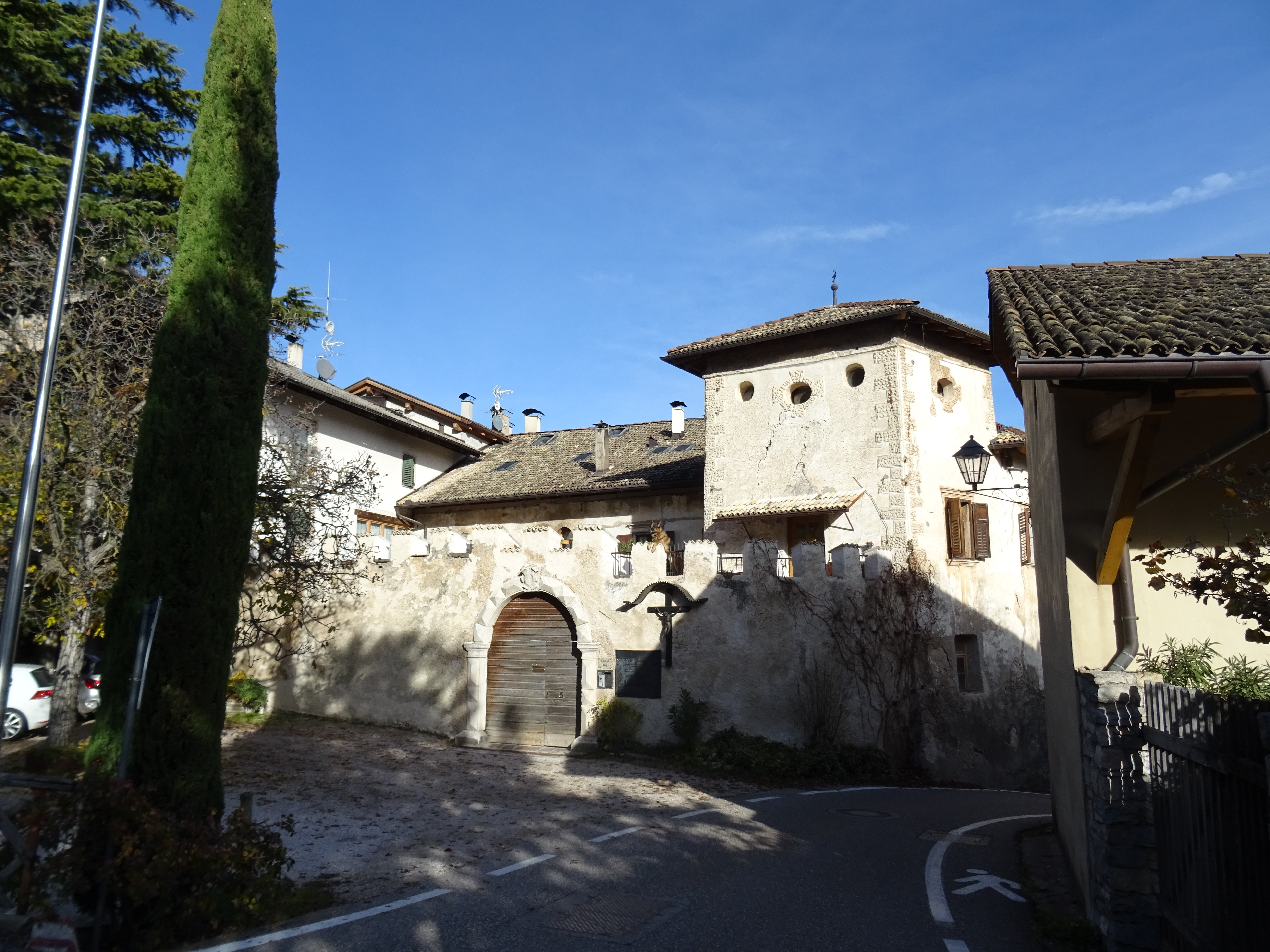
Ansitz Eberlehof (16. Jahrhundert)
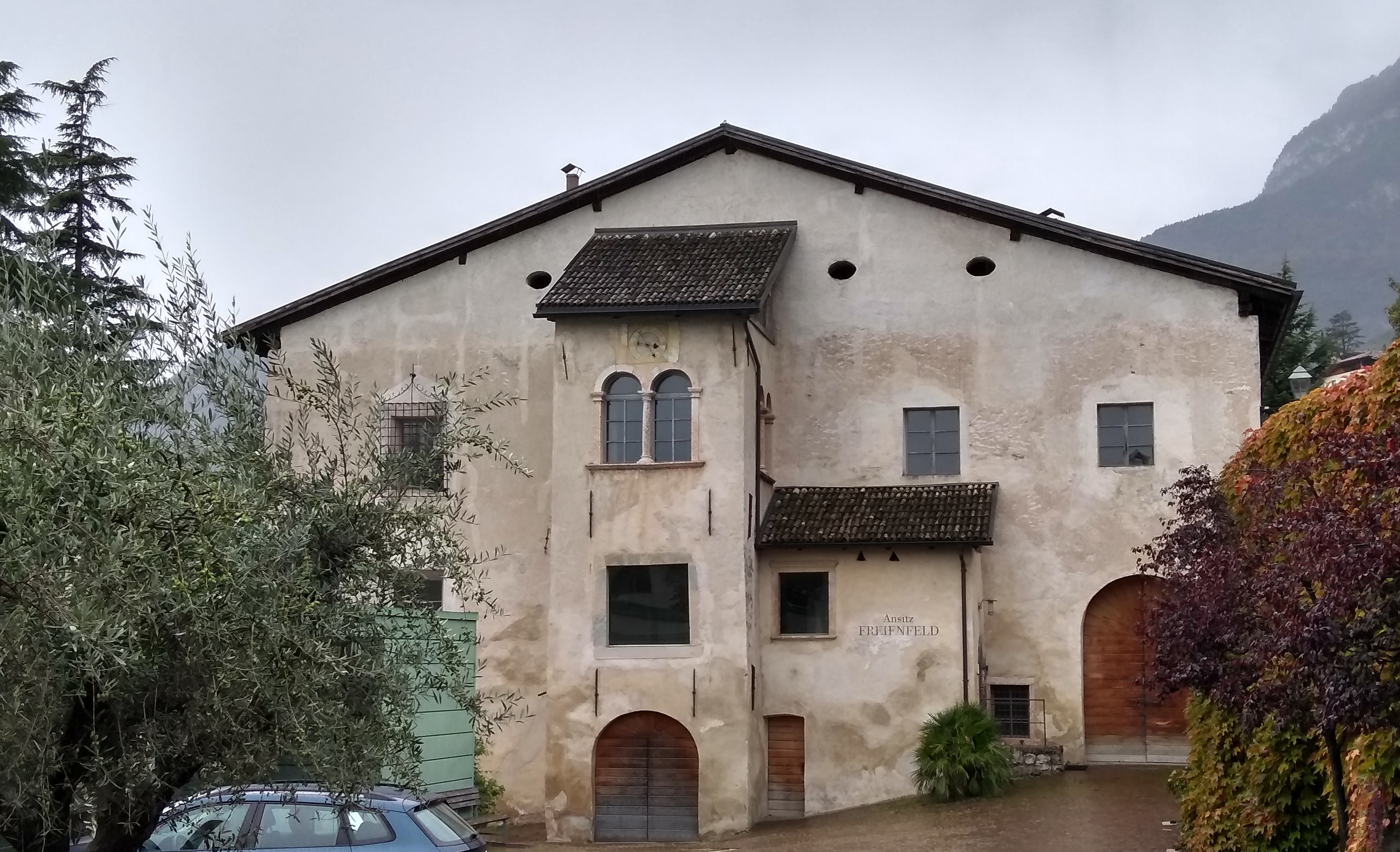
Ansitz Nussdorf (1609–?)
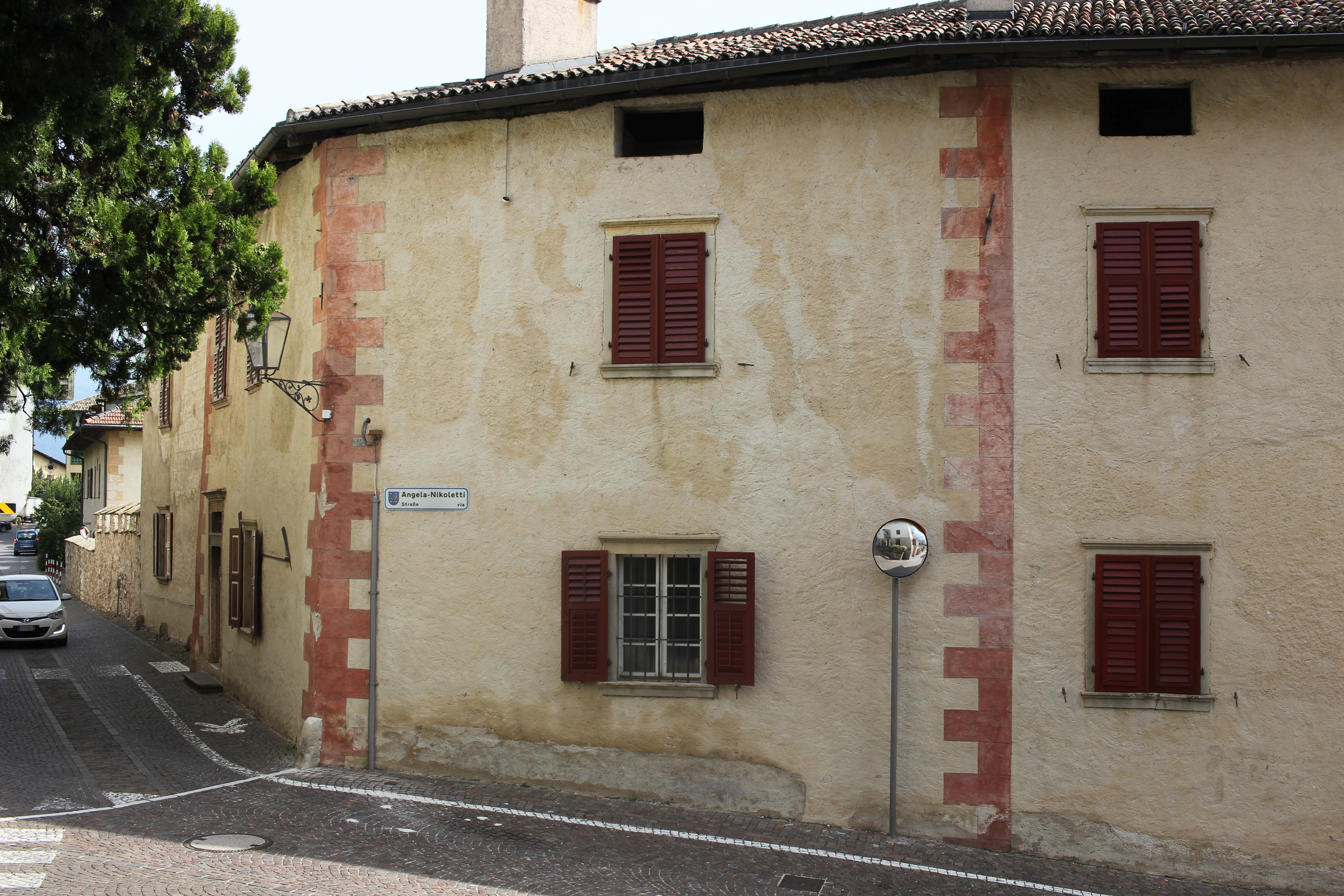
Ansitz Fohrhof (1645–?)
- Ansitz Staffelfeld (18. Jahrhundert)[12]  - Ansitz Strehlburg
  - Ansitz Eberlehof
  - Ansitz Nussdorf
  - Ansitz Freienfeld
  - Ansitz Staffelfeld

## Wappen
„Stammwappen: In Rot ein schwarz gekleideter Rumpf mit gestülptem schwarzen Hut aus einer silbernen Zinnenmauer hervorwachsend. Auf dem Helm der Rumpf. Decken: Rot und Silber.“

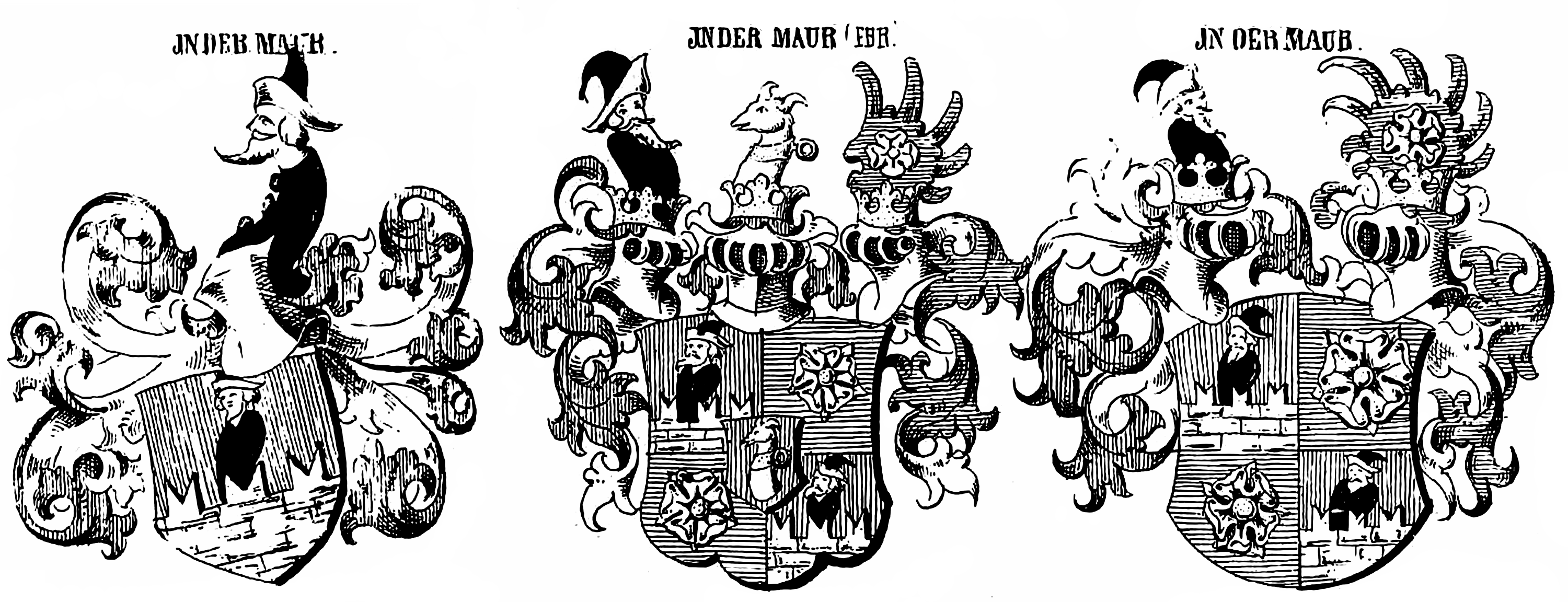
Stammwappen – Freiherrenwappen von 1703 – gemehrtes Wappen von 1646 der Tiroler „In der Maur“ in Siebmachers Wappenbuch

Das württembergische Adelsgeschlecht von Maur bedient sich seit Mitte des 19. Jahrhunderts eines Wappens, das dem Stammwappen fast gleicht.

## Persönlichkeiten

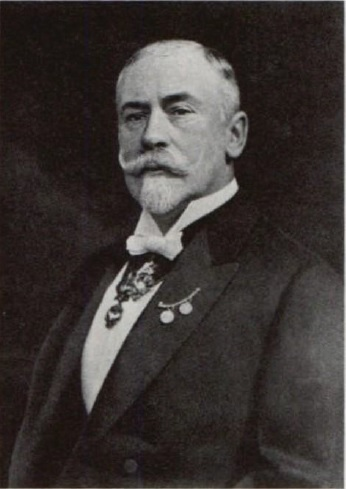
Karl von In der Maur

- Ignaz Anton von Indermauer (1759–1796), österreichischer Beamter und Kreishauptmann von Vorarlberg
- Karl von In der Maur (1852–1913), Politiker, Landverweser des Fürstentums Liechtenstein[13]
- Wolf In der Maur (1924–2005), österreichischer Journalist und Herausgeber